# Schefflera samariana
Schefflera samariana är en araliaväxtart som beskrevs av José Cuatrecasas. Schefflera samariana ingår i släktet Schefflera och familjen araliaväxter.
Artens utbredningsområde är Colombia. Inga underarter finns listade.